# James Taylor (musicien)
Pour les articles homonymes, voir James Taylor et Taylor.
 (mars 2020).
Si vous disposez d'ouvrages ou d'articles de référence ou si vous connaissez des sites web de qualité traitant du thème abordé ici, merci de compléter l'article en donnant les références utiles à sa vérifiabilité et en les liant à la section « Notes et références ».
James Taylor, né le 12 mars 1948 à Boston (Massachusetts), est un auteur-compositeur-interprète américain de folk rock.

## Biographie

### Débuts
James Vernon Taylor grandit à Chapel Hill (Caroline du Nord) où il joue de la guitare, inspiré par la musique de Woody Guthrie. Taylor poursuit ses études à la Milton Academy dans le Massachusetts où il rencontre Danny Kortchmar (en), avec qui il joue de la musique folk. Il crée alors un groupe avec son frère, Alex, alors dépressif, à qui cette activité a probablement sauvé la vie.
Après avoir obtenu son diplôme, Taylor forme le groupe The Flying Machine avec Danny Kortchmar et Joel O'Brien. Vivant alors à New York, il devient héroïnomane et s'en sort grâce à l'intervention de son père (il a composé plus tard la chanson Jump Up Behind Me, à ce sujet).
Il signe en 1968 avec le label Apple Records qui distribue son premier album, James Taylor (en) produit par Peter Asher, qui était auparavant membre du groupe Peter and Gordon. Sur la chanson Carolina in My Mind (en), on retrouve Paul McCartney à la basse et George Harrison aux chœurs, bien que ce dernier ne soit pas crédité. L'album ne se vend pas bien et Taylor est hospitalisé pour cure de désintoxication.
En 1969, sa santé est suffisamment bonne pour pouvoir revenir sur scène au « Troubadour Club » de Los Angeles. Il se produit au festival de folk de Newport le 20 juillet 1969. Il est alors victime d'un accident de moto qui lui brise les deux mains et le met dans l'incapacité de jouer pendant plusieurs mois.

### 1970, les années de succès

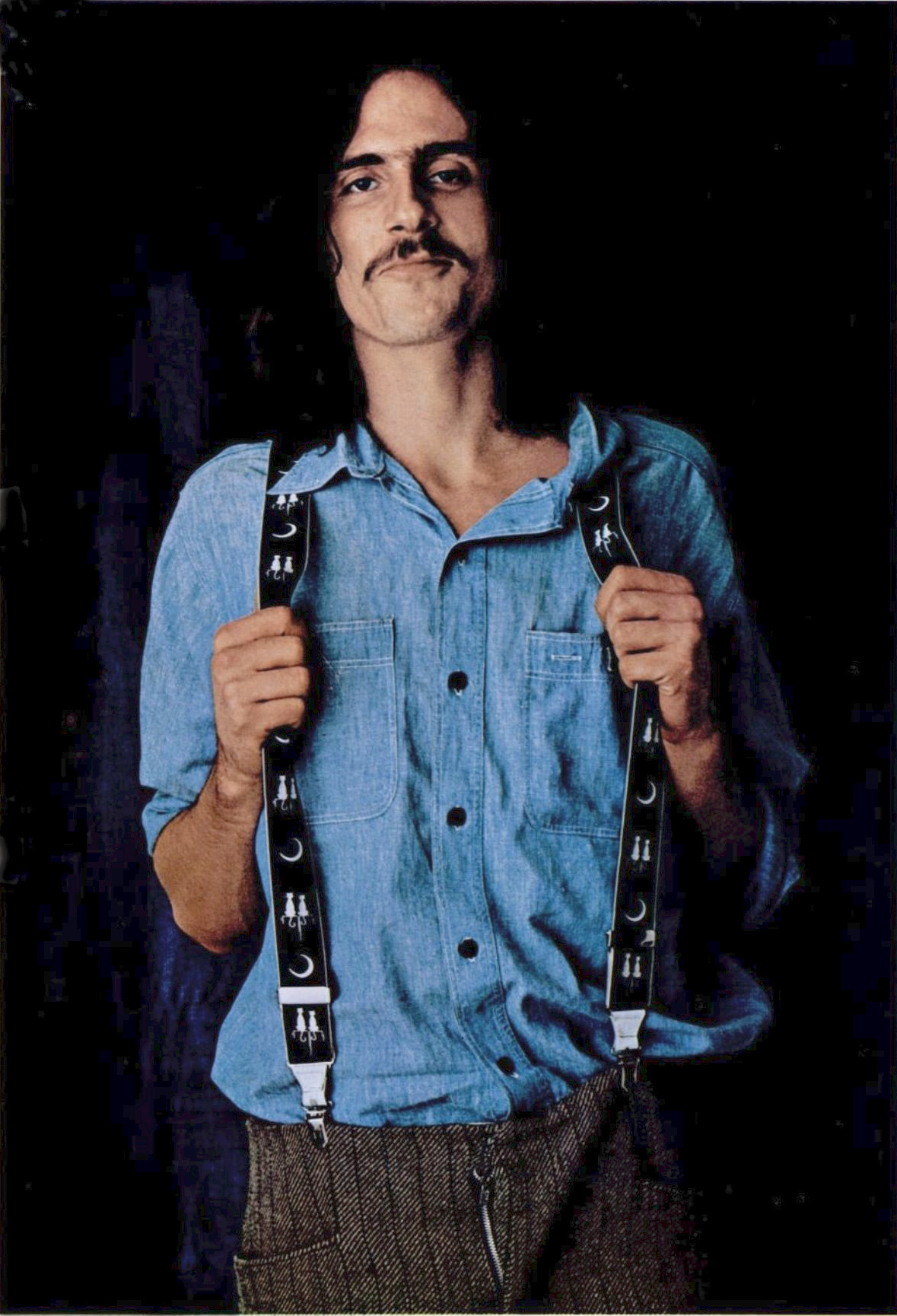
James Taylor dans le magazine Billboard en 1971.

Une fois guéri, Taylor signe avec la Warner Bros. Records et déménage en Californie, gardant Asher comme producteur de ses disques.
Son deuxième album, Sweet Baby James, est un énorme succès avec les succès, Sweet Baby James et Fire and Rain qui raconte l'internement et le suicide d'une amie. Ce succès ranime l'intérêt pour son premier album et pour la chanson, Carolina in My Mind, qui ont alors un succès commercial.
Taylor joue le rôle du conducteur dans le film de Monte Hellman Macadam à deux voies au côté de Dennis Wilson des Beach Boys, mais ce film ne connait pas le succès. C'est à ce jour, son unique contribution au cinéma en tant que comédien.
Le 16 octobre 1970, Taylor participe au concert de lancement de Greenpeace en compagnie de Phil Ochs et Joni Mitchell.
En 1971 il réalise un autre album qui a beaucoup de succès, Mud Slide Slim and the Blue Horizon. Il reçoit un Grammy Award pour sa version de la chanson, You've Got a Friend de Carole King. En 1972 Taylor compose l'album One Man Dog (en). L'album suivant, Walking Man (en) (1974), est moins bien accueilli mais le suivant, Gorilla (en) est bien reçu, en particulier grâce à son interprétation de How Sweet It Is (To Be Loved by You) de Marvin Gaye. Il est suivi par In the Pocket (en) (1976) et une compilation de ses succès, Greatest Hits (en), qui reste à ce jour sa meilleure vente avec plus de 11 millions de exemplaires vendus.
Il signe alors avec la maison de disques Columbia Records qui distribue le disque JT (en) (1977) qui lui vaut un nouveau Grammy Award pour la chanson Handy Man. Il collabore ensuite avec Art Garfunkel et travaille sur Broadway, avant de s'arrêter pendant deux ans puis de réaliser l'album Flag (en), un autre succès.

### Depuis 1980

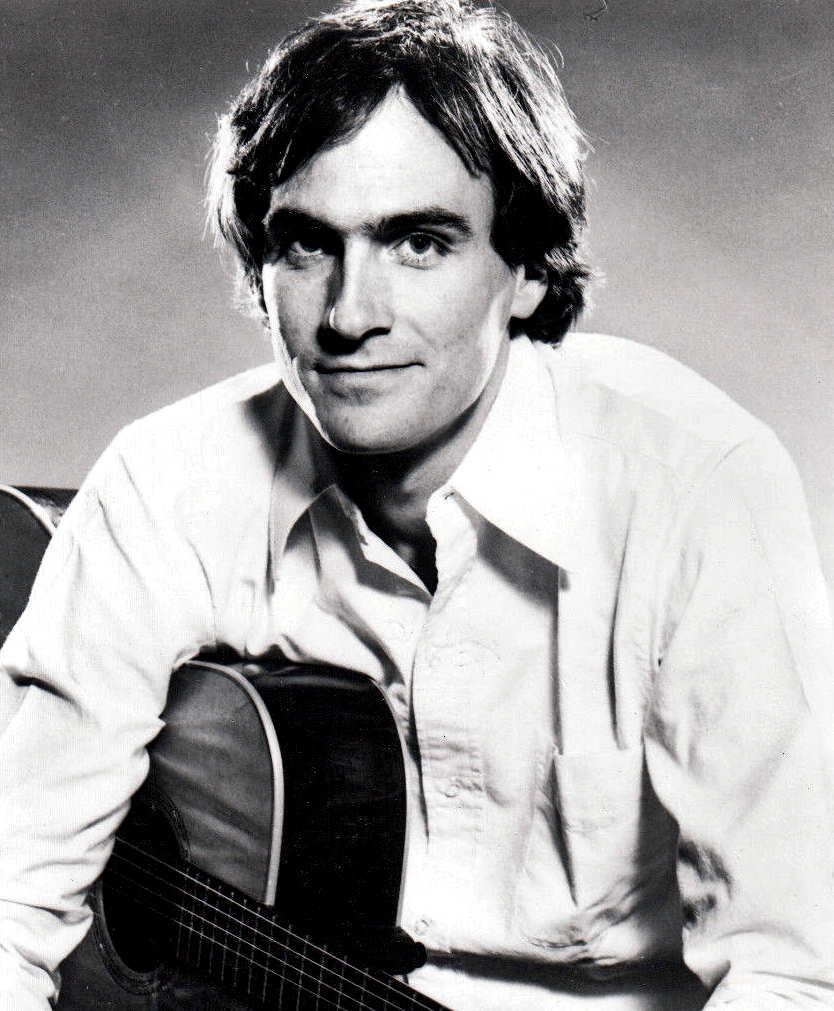
James Taylor vers la fin des années 1970 ou le début des années 1980.

En 1981 sort l'album Dad Loves His Work (en). Ayant retrouvé la santé et résolu ses problèmes avec la drogue, Taylor redémarre sa carrière en 1985 avec l'album, That's Why I'm Here (en). Il enregistre régulièrement de nouveaux disques et donne des concerts dont on peut avoir un aperçu avec l'album Live (en). En 1988, la chanson Fire and Rain est utilisée dans l'une des scènes centrales de Running on Empty du réalisateur américain Sidney Lumet que le critique Roger Ebert désigna comme « l'un des meilleurs films de l'année ».
Deux de ses albums ont particulièrement bien marché, New Moon Shine (en) (disque de platine en 1991) et Hourglass (Grammy Award en 1998). En 2001, il contribue à l'album Sailing to Philadelphia de Mark Knopfler, sur la chanson homonyme. En 2002, il réalise October Road (en) pour lequel il reçoit un autre Grammy Award.
Son contrat avec Columbia étant terminé en 2004, son nouvel album, A Christmas Album (en), est distribué par « Hallmark Cards ».
Comme d'autres artistes, il soutient la candidature de John Kerry à la présidence des États-Unis en 2004, et celle de Barack Obama en 2008.
Pour la première fois en 45 ans de carrière, avec Before This World (en) sorti en juin 2015, un de ses albums atteint la première position du palmarès Billboard.

### Vie privée
En 1972, il épouse l'auteure-compositrice-interprète Carly Simon. Ils ont deux enfants, Ben et Sally, puis divorcent en 1983.
Le 19 février 2001, il épouse Caroline Smedvig et ils seront les parents biologiques de jumeaux par mère porteuse.

## Discographie

### Albums studio
- James Taylor (1968)
- Sweet Baby James (1970)
- James Taylor and the Original Flying Machine (1971) - enregistré en 1966-1967.
- Mud Slide Slim and the Blue Horizon (1971)
- One Man Dog (1972)
- Walking Man (1974)
- Gorilla (1975)
- In the Pocket (1976)
- JT (1977)
- Flag (1979)
- Dad Loves His Work (1981)
- That's Why I'm Here (1985)
- Never Die Young (1988)
- New Moon Shine (1991)
- Hourglass (1997)
- October Road (2002)
- A Christmas Album (2004) / At Christmas (2006)
- Covers (2008) - Album de reprises.
- Other Covers (2009)
- Before This World (2015)
- American Standard (2020)

### Albums live
- Live in Rio (1986) - Enregistré à Rock in Rio les 12 et 14 janvier 1985.
- James Taylor (Live) (1993) - Performances enregistrées spécialement en vue d'un album double live.
- One Man Band (2007) - Concert solo avec captation vidéo.
- Feel the Moonshine (2014) - Concert en radio enregistré à Pittsburgh le 25 juillet 1976.
- Live 1981 Atlanta Civic Center (2016) - Enregistré à l'Atlanta Civic Center en 1981.

### Albums en collaboration
- Close Your Eyes (1978) - En duo avec Joni Mitchell.
- Amchitka - The 1970 Concert That Launched Greenpeace (2009) - Concert caritatif pour le lancement de Greenpeace enregistré au Pacific Coliseum de Vancouver le 16 octobre 1970 en trio avec Joni Mitchell et Phil Ochs.
- Live at the Troubadour (2010) - Concert donné au Troubadour à Los Angeles en duo avec Carole King.

### Compilations et anthologies
- Greatest Hits (1976) - Plus grand succès de l'artiste vendu à plus de 11 millions d'exemplaires dans le monde.
- The Collection (1989)
- James Taylor (Best Live) (1993) - Version en album simple de (Live).
- Greatest Hits Volume 2 (2000) - Conçu comme une deuxième partie pour Greatest Hits de 1976.
- The Best of James Taylor (2003)
- Original Album Classics (2010) - Rassemble toute la discographie studio de JT jusqu'à Never Die Young.
- The Essential James Taylor (2013)
- The Warner Bros. Albums 1970-1976 (2019) - Rassemble toute la discographie studio de Sweet Baby James à In the Pocket.

### Autres collaborations
- 1997 : Johnny Has Gone For a Soldier de Mark O'Connor, sur l'album Liberty! : chant et guitare.
- 2001 : Sailing to Philadelphia de Mark Knopfler, sur l'album homonyme : chant et guitare.
- 2022 : Coming Back to You sur l'album collectif hommage à Leonard Cohen, Here It Is: A Tribute to Leonard Cohen : chant et guitare[7].